# Hycleus tenerus
Hycleus tenerus is een keversoort uit de familie van oliekevers (Meloidae). De wetenschappelijke naam van de soort is voor het eerst geldig gepubliceerd in 1836 door Germar.